# Streaking

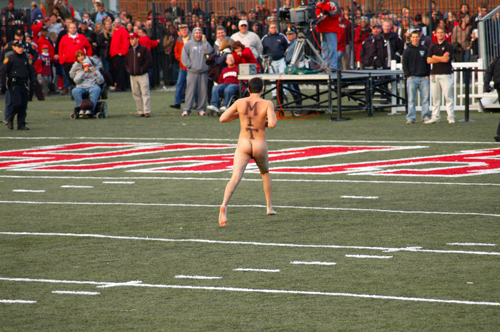
Un streaker en el juego Harvard-Yale de 2006 en Cambridge (Massachusetts).

Streaking es un anglicismo que designa el acto de correr desnudo en la calle, en estadios deportivos o en otros lugares públicos cualesquiera. 
Se distingue del nudismo en que el streaking suele ser una práctica ocasional que intenta llamar la atención, de ahí la elección de lugares muy concurridos para realizarlo, a pesar del riesgo de ser detenido, mientras que los nudistas suelen preferir que se les deje tranquilos. Su diferencia con el exhibicionismo estriba en que no pretende ser una provocación sexual sino una forma de manifestar una protesta o de hacer llegar un mensaje a los transeúntes en calles, plazas, etc, o a los espectadores en estadios o en otros lugares donde se celebren competiciones deportivas, espectáculos, etc.
Los streakers pueden ser ocasionales, como resultado de un desafío, o pueden realizarlo tan a menudo como para ser considerado un hobby.
La forma más extendida de streaking es correr desnudo ante grandes multitudes en eventos deportivos. Sin embargo, muchos streakers buscan lugares más tranquilos, como vecindarios por la noche después de que la mayoría de la gente se haya ido a la cama. Puede ser una actividad individual o en grupo. No es raro encontrar vídeos de los streakers más osados en Internet para ganar popularidad.

## Historia

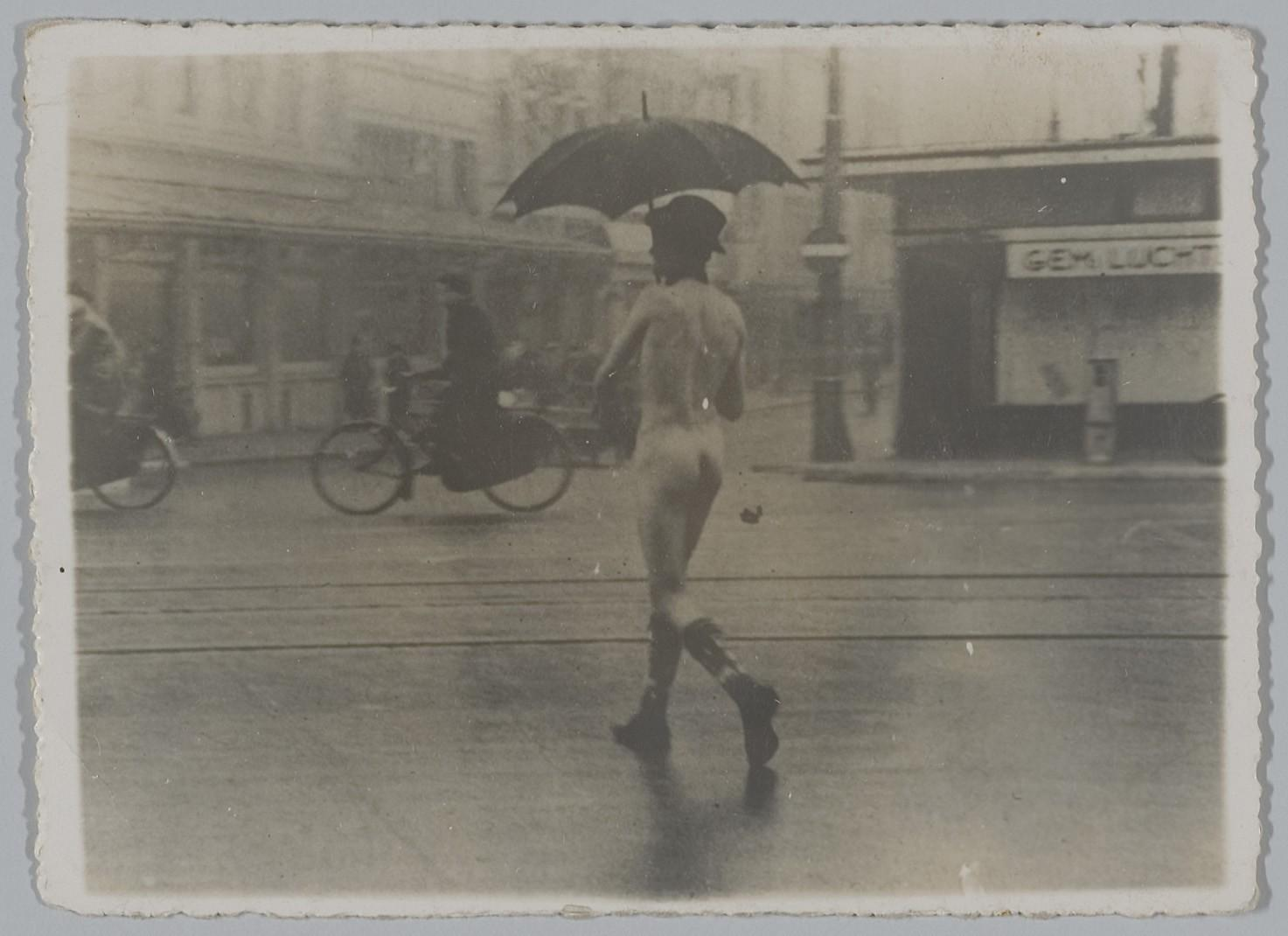
Un streaker holandés en 1941 protestando por las raciones de ropa de los alemanes.

Los precursores históricos de los streakers modernos incluyen a los neoadamitas que viajaban desnudos por pueblos y aldeas de la Europa medieval, y al cuáquero Solomon Eccles del siglo XVII, que andaba desnudo por la City de Londres con un brasero ardiendo en la cabeza. A las 19:00 del 5 de julio de 1799, un hombre fue arrestado en Mansion House, Londres, y enviado a Poultry Compter. Confirmó que había aceptado una apuesta de 10 guineas (equivalente a £ 1098 hoy) para correr desnudo de Cornhill a Cheapside.
Los magistrados británicos e irlandeses impusieron multas de entre £ 10 y £ 50 a los streakers a principios de la década de 1970. Los delitos utilizados para el enjuiciamiento solían ser menores, como la violación de las normas del parque. Sin embargo, la principal ley vigente contra el streaking en Inglaterra y Gales en ese momento seguía siendo la ley de vagancia del siglo XVI, cuyo castigo en 1550 correspondía a la aplicación de latigazos.
El primer incidente registrado de streaking por parte de un estudiante universitario en los Estados Unidos ocurrió en 1804 en Washington College (actualmente Universidad Washington y Lee) cuando el estudiante de último año George William Crump fue arrestado por correr desnudo por Lexington (Virginia), donde se encuentra la universidad. Crump fue suspendido por la sesión académica, pero luego se convirtió en congresista de los Estados Unidos.
En junio de 1973, la prensa informó sobre una tendencia de "streaking" en la Universidad Estatal de Míchigan. En diciembre de 1973, la revista Time calificó los streakings como "una moda creciente en el área de Los Ángeles" que "se estaba poniendo de moda entre los estudiantes universitarios y otros grupos". Un lector respondió mediante una carta: "Que se sepa que los streakers han plagado a la policía del campus de Notre Dame durante la última década", y señaló que un grupo de estudiantes de la Universidad de Notre Dame patrocinó una "Olimpiada de Streakers" en 1972.
En febrero de 1974, la prensa comenzó a llamarlo una "epidemia de streaking". Para la primera semana de marzo, los campus universitarios de todo el país competían para establecer récords impresionantes. El 11 de marzo de 1974, varios estadounidenses importaron el streaking a Japón, donde se produjeron una serie de incidentes de imitación durante el mes siguiente. Al día siguiente, 12 de marzo de 1974, ocurría el primer caso de streaking en Chile, cuando un hombre corrió desnudo desde la calle Suecia hacia la avenida Providencia en la comuna homónima de Santiago.
La prominencia del streaking en 1974 se ha relacionado tanto con la revolución sexual como con una reacción conservadora contra el feminismo y las protestas universitarias de finales de la década de 1960 y principios de la de 1970.

## Streaking en los deportes

### Rugby a trece

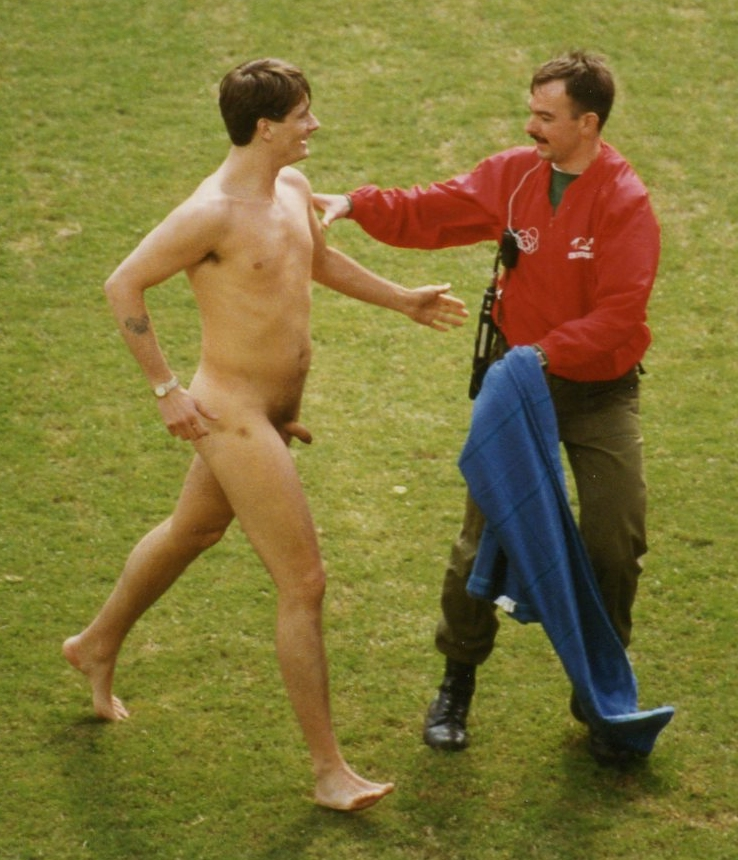
Streaker en Hong Kong.

En un partido contra los Melbourne Storm en el Olympic Park Stadium en 2007, un fan de los Brisbane Broncos hizo streaking a través del campo ondeando sobre su cabeza su apoyo al Guernesey. Fue detenido al otro lado del campo entre aplausos.
Otro hincha lo intentó en 2007 en la gran final entre los Melbourne Storm y los Manly Sea Eagles pero fue detenido justo antes de que consiguiera saltar al campo. No iba completamente desnudo ya que todavía llevaba unos pantalones cortos parcialmente bajados, mostrando sus nalgas.

### Rugby a quince
El australiano Michael O'Brien de 25 años de edad fue el primer streaker conocido por su aparición en un evento deportivo masivo el 20 de abril de 1974, corrió desnudo por el césped en el encuentro de la Rugby Unión entre Inglaterra contra Francia disputado en Twickenham Stadium. La fotografía de O'Brien detenido por un policía se convirtió en una de las más famosas dentro del streaking. Erica Roe, ayudante en una librería, también realizó streaking durante un entrenamiento de rugby en Twickenham en 1982.
El 3 de octubre de 1999 los aficionados del Wallabies, Tamara Sheward y Wazza Metcalfe, realizaron streaking en el partido Australia contra Rumanía en la World Cup disputado en el estadio Ravenhill de Belfast. Recientemente, en Nueva Zelanda, ha habido incidentes de streaking en partidos de la rugby union.

### Críquet
El críquet no está exento de que un streaker salte al campo con el único objetivo de conmocionar y divertir al público o por motivos políticos.
Un claro ejemplo sucedió en el primer tiempo de Australia contra I.C.C. World XI, cuando un hombre ebrio irrumpió en el campo desnudo, desconcertando a los jugadores australianos, deteniendo el juego hasta que fue reducido por el personal de seguridad.
En un notable incidente de 1977, el jugador australiano de críquet Greg Chappell agredió a un streaker llamado Bruce McCauley con su palo de críquet; McCauley cayó al suelo y fue arrestado por la policía.

Otro acto de streaking ocurrió en 2007 en el Boxing Day durante un partido entre India y Australia, celebrado en el estadio Melbourne Críquet Ground. Los medios indios difundieron erróneamente que la policía local cubrió a uno de los streakers con una bandera india que él mismo llevaba, cuando en realidad era irlandesa. Los streakers tuvieron que pagar una multa que ascendía a $6,000.
El acto de streaking más reciente tuvo lugar durante la final entre Australia y la India en el Brisbane Cricket Ground. Un hombre de 26 años nativo de Brisbane, Robert Ogilvy, invadió el campo de juego, donde recibió un placaje del jugador de críquet australiano Andrew Symonds, provocando que el streaker cayera instantáneamente al suelo, donde fue detenido por la policía. El streaker fue multado con $1.500, mientras que a Symonds no le fue imputado ningún cargo.
]</ref>
-->

### Juegos Olímpicos
En los Juegos Olímpicos de invierno de 2006, el streaker Mark Roberts interrumpió el partido de curling donde se disputaba el bronce entre Estados Unidos y Reino Unido, llevando únicamente un pollo de plástico estratégicamente colocado. Trataba de promocionar una página de juegos por Internet, que llevaba escrita en su espalda y su pecho, pero en Estados Unidos las cámaras cortaron la emisión antes de que los televidentes pudieran verlo. Una polaca realizó streaking en la ceremonia de clausura pero tampoco fue retransmitido. 
Para los Juegos Olímpicos de Pekín 2008 los directivos previnieron a los visitantes de no realizar streaking, entre otras formas de "mal comportamiento".

### Lucha libre profesional
En un episodio de SmackDown! en 2003, Sean O'Haire convenció a Brian Kendrick de que podría llamar la atención sobre sí mismo si hacía streaking a través del ring. Finalmente Brian hizo una carrera llevando únicamente un pañuelo negro. No hay que olvidar que llevaba ropa interior así que puede considerarse kayfabe.
En el WrestleMania 23 un streaker escaló la barricada de los fanes y llegó al ring justo antes de comenzar el combate entre John Cena y Shawn Michaels. El fan fue rápidamente reducido por el personal de seguridad mientras Michaels le decía adiós burlonamente.

### Tenis
En el Campeonato de Wimbledon de 1996, la final masculina entre MaliVai Washington y Richard Krajicek fue interrumpida por una mujer streaker justo antes del lanzamiento. Melissa Johnson, una estudiante de 23 años, se convirtió así en la primera streaker de Wimbledon. 
En el Campeonato de Wimbledon de 2006 durante el partido de cuartos de final entre Elena Dementieva y María Sharápova hizo su aparición un streaker que fue escoltado por la policía. Posteriormente fue identificado como Sander Lantinga un DJ alemán, que estaba haciendo streaking para el programa televisivo 'Try Before You Die' ('Inténtalo antes de morir').

### CFL
En 2007, durante el partido Labour Day Classic entre el Calgary Stampeders y el Edmonton Eskimos, un total de cuatro strakers y un hombre parcialmente vestido interrumpieron el partido.

## Streaking en ámbitos no deportivos
A diferencia de lo que ocurre en los países anglosajones (sobre todo en Estados Unidos), y recientemente en Ucrania (FEMEN) y algún otro país más de Europa Oriental, en el resto del mundo no son frecuentes las actividades, marchas o protestas de personas desnudas por ninguna razón. 
Por ejemplo, mientras que en las universidades estadounidenses existe un sinnúmero de manifestaciones en las que los participantes van desnudos (como el Streak Hathway en California Polytechnic State University, el Primal Scream en la Universidad de Harvard al comenzar lós exámenes, el Naked Quad Run en la Universidad de Tufts, etc.) en España no existe ningún ejemplo de este tipo. Únicamente cabe destacar como actividades de carácter político/protesta en la que los participantes van desnudos:
- Marcha ciclo nudista, la versión española del World Naked Bike Ride de origen canadiense, para protestar por la inseguridad en la que se encuentran los ciclistas entre el tráfico motorizado que se celebra con especial afluencia en Zaragoza y Madrid.
- Protesta contra los encierros en Pamplona, promovida por la asociaciones de defensa de los derechos de los animales.